# Уэстер, Дженнифер
Дже́ннифер Нико́ль Уэ́стер (англ. Jennifer Nicole Wester; р. 27 февраля 1985 г.) — американская фигуристка, выступавшая в танцах на льду с мужем Даниилом Баранцевым. Они стали победителями турнира Nebelhorn Trophy 2007 года. Уэстер встала в пару с Баранцевым в 2003 году, а в 2006 спортсмены поженились.

## Карьера
Уэстер начала спортивную карьеру в качестве стрелка и завоевала несколько наград на национальном уровне. Она занялась фигурным катанием, чтобы усилить свои стрелковые качества, но затем переключилась на этот вид спорта. Будучи юниором, Уэстер выступала с Джонатаном Харрисом. После того, как российский фигурист Даниил Баранцев переехал в США, тренер Николай Морозов поставил их в пару. Спортсмены успешно катались на национальных чемпионатах, однако, до долгое время не могли выступать на международном уровне, так как для этого Даниилу требовалось разрешение от Российской федерации фигурного катания. Разрешение было получено лишь перед сезоном 2007—2008. Получив наконец возможность выхода на международную сцену, пара Дженнифер Уэстер/Даниил Баранцев выиграла турнир «Nebelhorn Trophy 2007». Затем стали пятыми на чемпионате США, и приняли участие в чемпионате Четырёх континентов, где были четвёртыми.
В сезоне 2008—2009 приняли участие в серии Гран-при: выступили на этапах «Skate Canada» (где были седьмыми) и «Trophee Eric Bompard» (где были восьмыми). С чемпионат США были вынуждены сняться после обязательного танца и в сборную страны не попали. В дальнейшем, пара больше не участвовала в соревнованиях.
В 2010 году Дженнифер приняла участие в телешоу американского канала ABC «Skating with the Stars», где составила пару музыканту Винсу Нилу.

## Спортивные достижения
(с Баранцевым)
| Соревнование                        | 2005—2006 | 2006—2007 | 2007—2008 | 2008—2009 |
| ----------------------------------- | --------- | --------- | --------- | --------- |
| Чемпионаты Четырёх континентов      |           |           | 4         |           |
| Чемпионаты США                      | 7         | 6         | 5         | WD        |
| Этапы Гран-при:Trophee Eric Bompard |           |           |           | 8         |
| Этапы Гран-при:Skate Canada         |           |           |           | 7         |
| Nebelhorn Trophy                    |           |           | 1         |           |
| Midwestern Sectionals               | 1         |           | 1         |           |

- WD = снялись с соревнований

(с Харрисом)
| Соревнование   | 2002—2003 |
| -------------- | --------- |
| Чемпионаты США | 9 J.      |

- J = Юниорский уровень.